# Bonea (genre)
Genre
Synonymes
- Zmissolus Roewer, 1927
- Kappacola Roewer, 1949
- Nurullus Roewer, 1949
- Parabonea Roewer, 1949
- Posisus Roewer, 1949
- Suraplus Roewer, 1949

Bonea est un genre d'opilions laniatores de la famille des Podoctidae.

## Distribution
Les espèces de ce genre se rencontrent en Asie du Sud-Est et en Asie de l'Est.

## Liste des espèces
Selon World Catalogue of Opiliones (07/07/2021) :
- Bonea albertus (Roewer, 1949)
- Bonea armatissima (Roewer, 1949)
- Bonea cippata (Roewer, 1927)
- Bonea longipalpis Suzuki, 1977
- Bonea palpalis (Roewer, 1949)
- Bonea sarasinorum Roewer, 1914
- Bonea scopulata (Roewer, 1949)
- Bonea silvestris (Roewer, 1949)
- Bonea tridigitata Zhang, Kury & Zhang, 2013
- Bonea zhui Zhang, Kury & Zhang, 2013

## Publication originale
- Roewer, 1914 : « Die Opiliones der Sammlung der Herren Drs. Paul u. Fritz Sarasin auf Celebes in den Jahren 1893–1896. » Archiv für Naturgeschichte, sér. A, vol. 79, no 10, p. 70-96 (texte intégral).